# Nico Parker
Nico Parker, född den 9 december 2004 i Kensal Rise i London, Storbritannien, är en brittisk skådespelerska.
Parker har bland annat medverkat i disneyfilmen Dumbo från 2019. Hon har även medverkat i TV-serien The Third Day från 2020, samt filmen Reminiscence från 2021. År 2023 medverkade hon i TV-serien The Last of Us. År 2024 axlade hon en av huvudrollerna i filmen Suncoast. Under år 2025 kommer hon dessutom att medverka i filmen Bridget Jones: Mad About the Boy, samt i den live-action-anpassade varianten av animationsfilmen Draktränaren.

## Filmografi

### Filmer
- 2019 – Dumbo
- 2021 – Reminiscence
- 2024 – Suncoast
- 2025 – Bridget Jones: Mad About the Boy
- 2025 – Draktränaren
- 2025 – Poetic License

### TV-serier
- 2020 – The Third Day (TV-serie)
- 2023 – The Last of Us (TV-serie)